# Torstensonska palatset
| Torstensonska palatset 1780.Vänster: fasad mot Fredsgatan, höger: fasad mot Gustav Adolfs torg.  |  | Torstensonska palatset 1780.Vänster: fasad mot Fredsgatan, höger: fasad mot Gustav Adolfs torg. |
| Torstensonska palatset 1780. Vänster: fasad mot Fredsgatan, höger: fasad mot Gustav Adolfs torg. |  |                                                                                                 |

Torstensonska palatset var ett privatpalats i kvarteret Lejonet på Norrmalm i Stockholm. Delar av palatset finns bevarade i norra flygeln av Arvfurstens palats och ingår därmed i den byggnadsminnesförklarade anläggningen.

## Historik

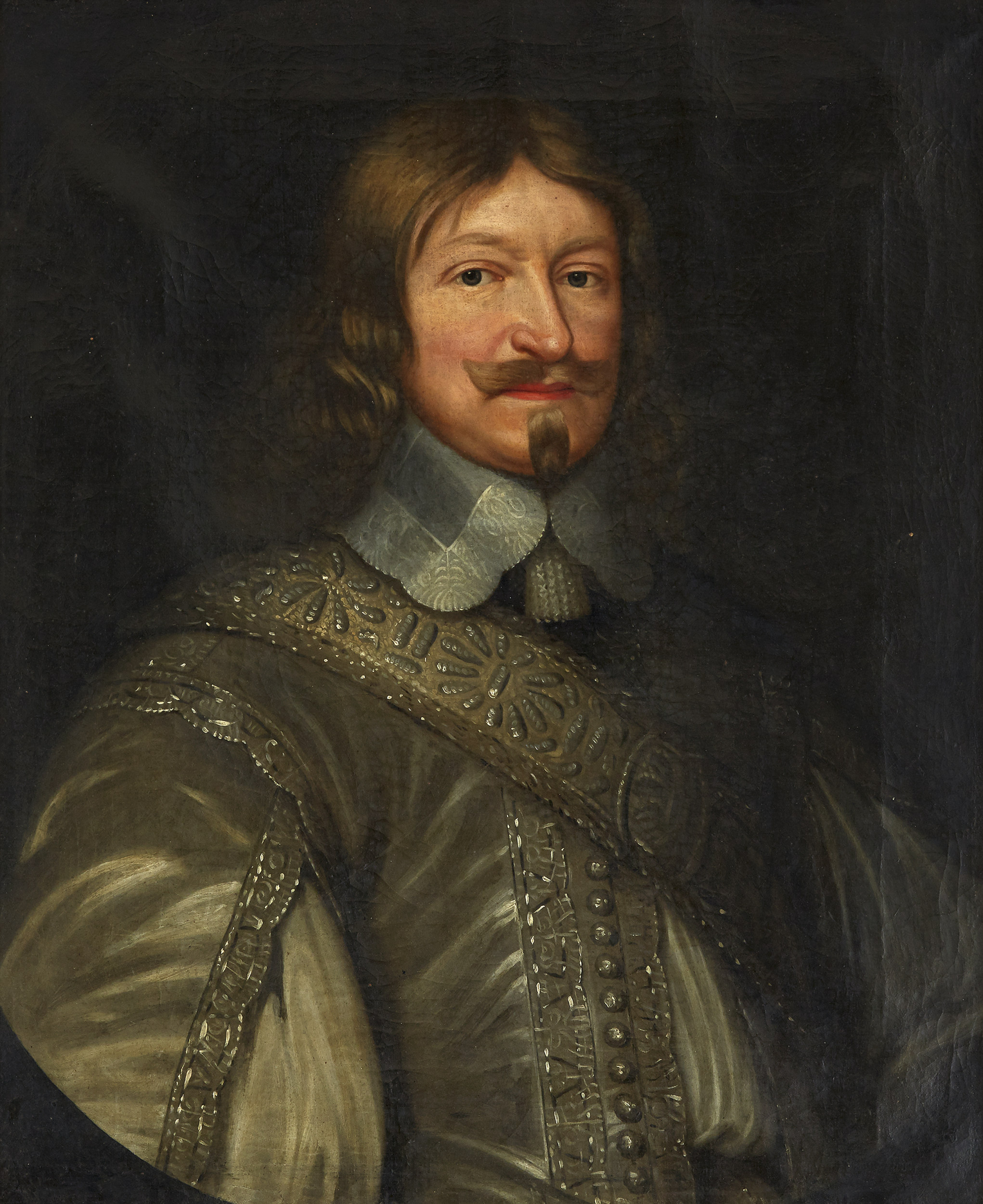
Byggherren Torstenson.

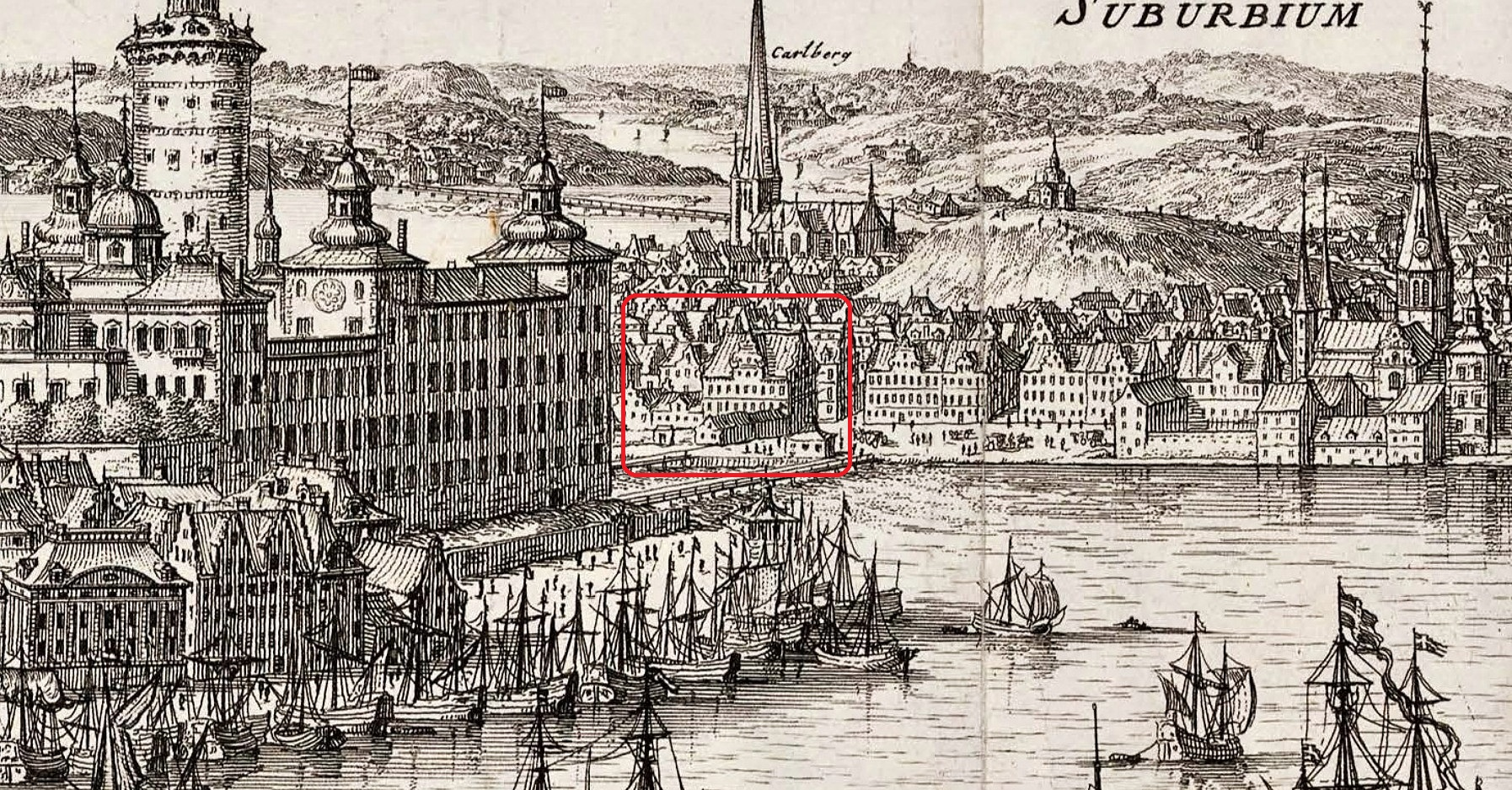
Torstensonska palatset (inom röd ram) på Willem Swiddes kopparstick, 1693.

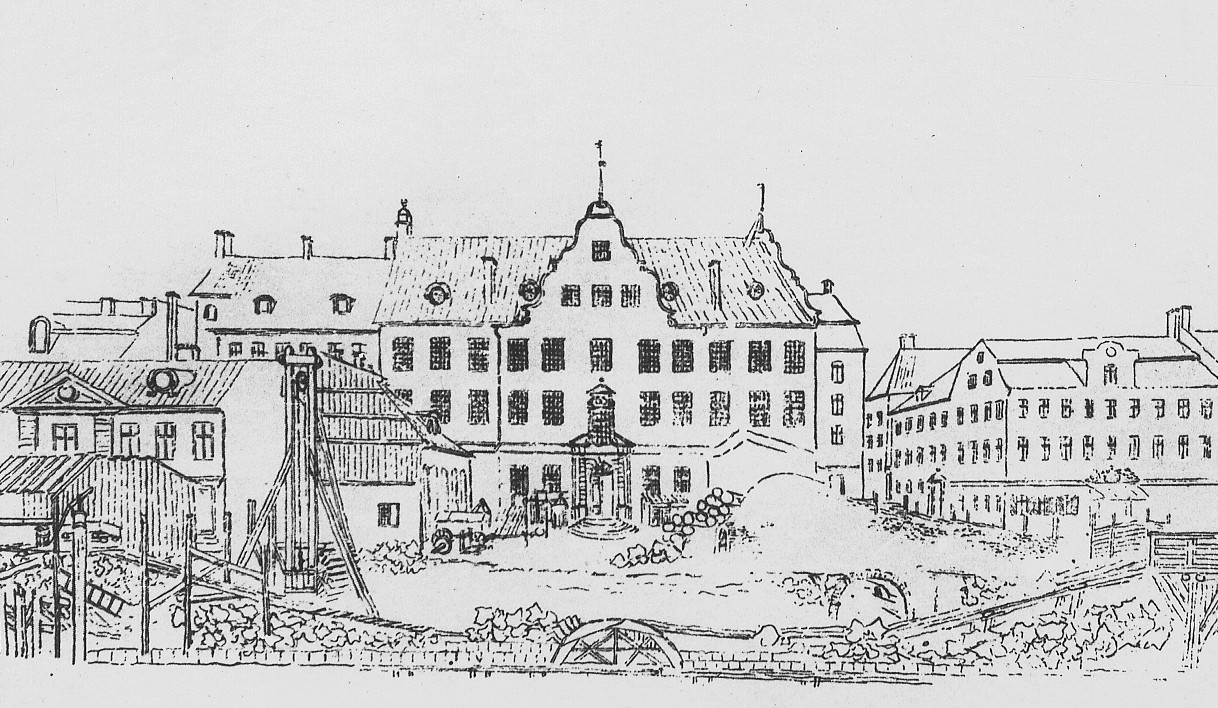
Palatset från söder enligt Elias Martins teckning från 1782.

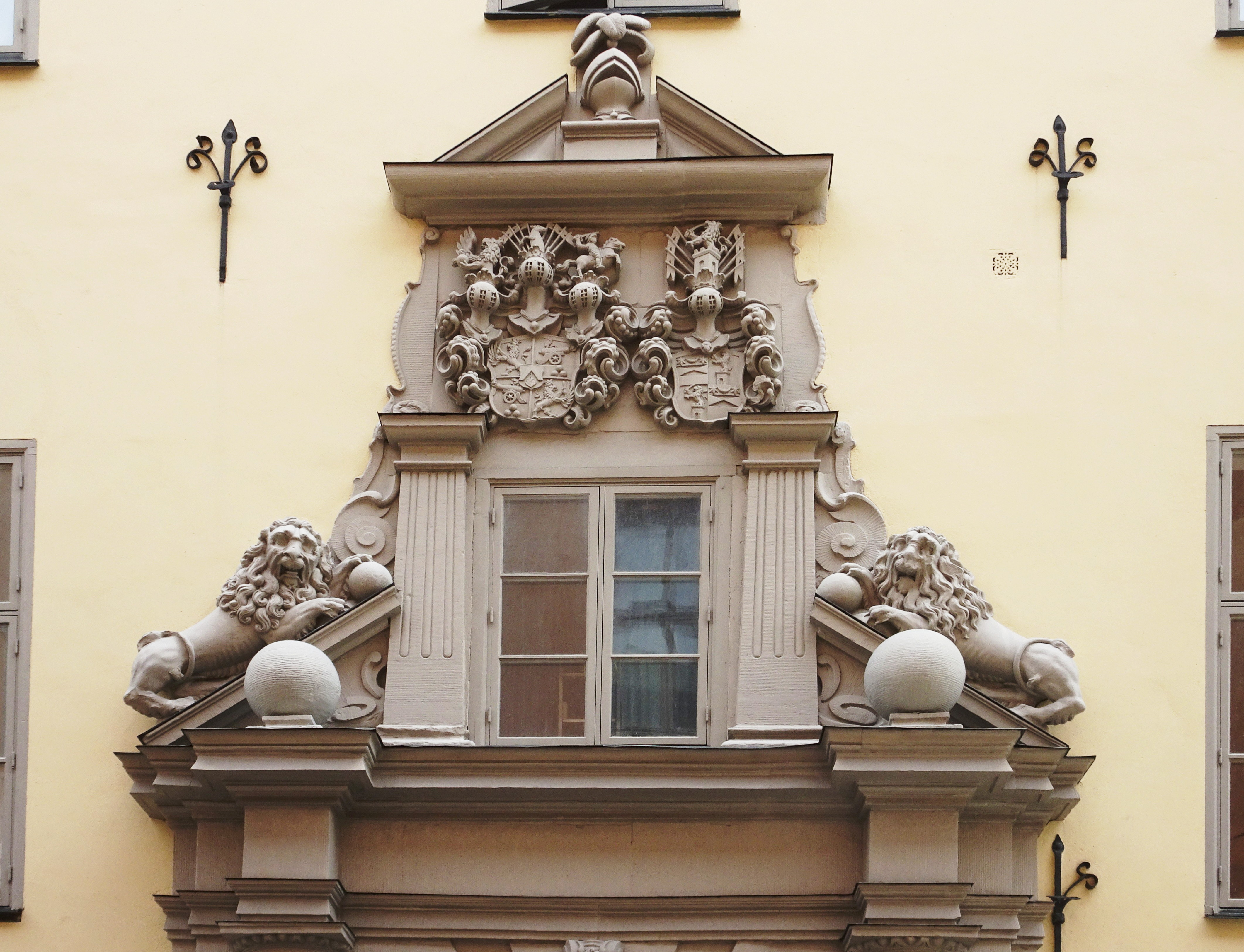
Didrik Blumes bevarade sandstensportal.

Torstensonska palatset började byggas 1640 i nordöstra hörnet av det nybildade kvarteret Lejonet. Uppdragsgivare var fältmarskalken Lennart Torstenson. På platsen låg ett av Norrmalms få stenhus som i början av 1600-talet uppförts för ämbetsmannen Lars Grubbe. Grubbens tomt var en av fyra tomter som Torstenson köpte redan 1634 för att kunna bygga sitt palats. Samma år började omdaningen av Malmtorget (nuvarande Gustav Adolfs torg) och staden bestämde att "de som hava tomter intill Mamtorget skola på bägge sidor bygga stenhus eller upplåta dem androm, som det göra väle...". Staden ställde således estetiska krav på nybyggen kring Malmtorget. 
Torstenson hade tydligen god kännedom om den planerade regleringen på Norrmalm som tog sin praktiska början 1637 med utsättningsarbeten vid Hötorget. Stenhuset revs, delar av dess grund hittades i samband med en arkeologisk utgrävning 1949.
Tomterna slogs samman till den nuvarande fastigheten Lejonet 1 (dåvarande Leoparden 1). En utvidgning av Malmtorget västerut, så att Norrbro skulle hamna mitt för torget, kom inte till stånd, trots förnämliga villkor för Torstenson. Tomtgränsen är i stort sett oförändrad sedan 1600-talet. Grannen i väster på Lejonet 2 var rådmannen Henrik Ulfvenklou (Wulff) som 1644 lät uppföra ett bostadshus på tomtens norra del.
Även huvudfasaden på Torstensons hus orienterades mot norr och den då likaledes nyanlagda Fredsgatan (tidigare Sträckegatan). Gaveln riktades mot öster och Gustav Adolfs torg (dåvarande Malmtorget) och fortsatte i en envåningslänga av korsvirke under torvtak med salubodar som dock tillkom senare. Bodarna nyttjades i början av 1700-talet av bagare, skräddare, handskmakare, perukmakare, hattmakare, en krog fanns också. Resten av tomten förblev till en början obebyggd. 
På Willem Swiddes kopparstick från 1693, som visar Stockholm sett från Kastellholmen i Suecia Antiqua et Hodierna ser man det Torstensonska palatset med sin bodlänga mot torget. Ännu bättre syns Torstensons palats på en teckning från 1782 av Elias Martin som visar byggnaden från söder och Norrström. Östra längan mot torget har, när teckningen upprättades, nyss rivits medan den västra längan ännu är kvar.
Greve Torstenson och hans hustru friherrinnan Beata de la Gardie var ett internationellt känt par med höga anspråk. Deras nybygge skulle gestaltas i tidens smak. Själva palatset uppfördes i tysk-holländsk renässansstil efter ritningar av okänd arkitekt. Huset bestod av tre våningar samt källare och hade ett högt kopparklätt sadeltak. Byggnaden var uppfört i tegel med rödputsade fasader. 
Genom en byggnadsdokumentation upprättat 1780 av arkitekt Erik Palmstedt har man idag god kännedom om husets utseende och planlösning. Bottenvåningen inrymde en välvd entréhall, passagen till innergården med portal till trapphuset samt några salubodar mot torget. Åt väster låg några av husets ekonomilokaler, bland annat ett stort kök. Paradvåningen fanns en trappa upp. Här inreddes det stora bankettrummet kallat Stensalen. Den hade ett vävspänt tak med ”ett stort schilderi mittuti” (schilderi från tyska Schilderung, ungefär ett motiv med berättande innehåll).
Mot Fredsgatan dominerade en två våningar hög frontespis och en praktfull sandstensportal. Den senare utfördes 1647 av den från Bremen inflyttade stenhuggaren Didrik Blume. Frontespisen och portalen har sin motsvarighet mot innergården. Portalöverstycket flankeras av två lejon och bär Torstensons samt hustru Beatas vapensköldar. Båda portaler är en av de få detaljer som finns bevarade än idag. Bygget drog ut på tiden på grund av Torstenssons många fälttåg. När han 1646 återvände från Tyskland med dålig hälsa var bygget knappt påbörjat. Samtidigt hade han andra byggprojekt på gång: Kristinebergs slott och Ulvsunda slott i Stockholm samt ett palats i Göteborg (nuvarande Landshövdingeresidenset). När han avled 1651 hade han inget av sina byggprojekt taget i besittning.

Planritningar från 1780
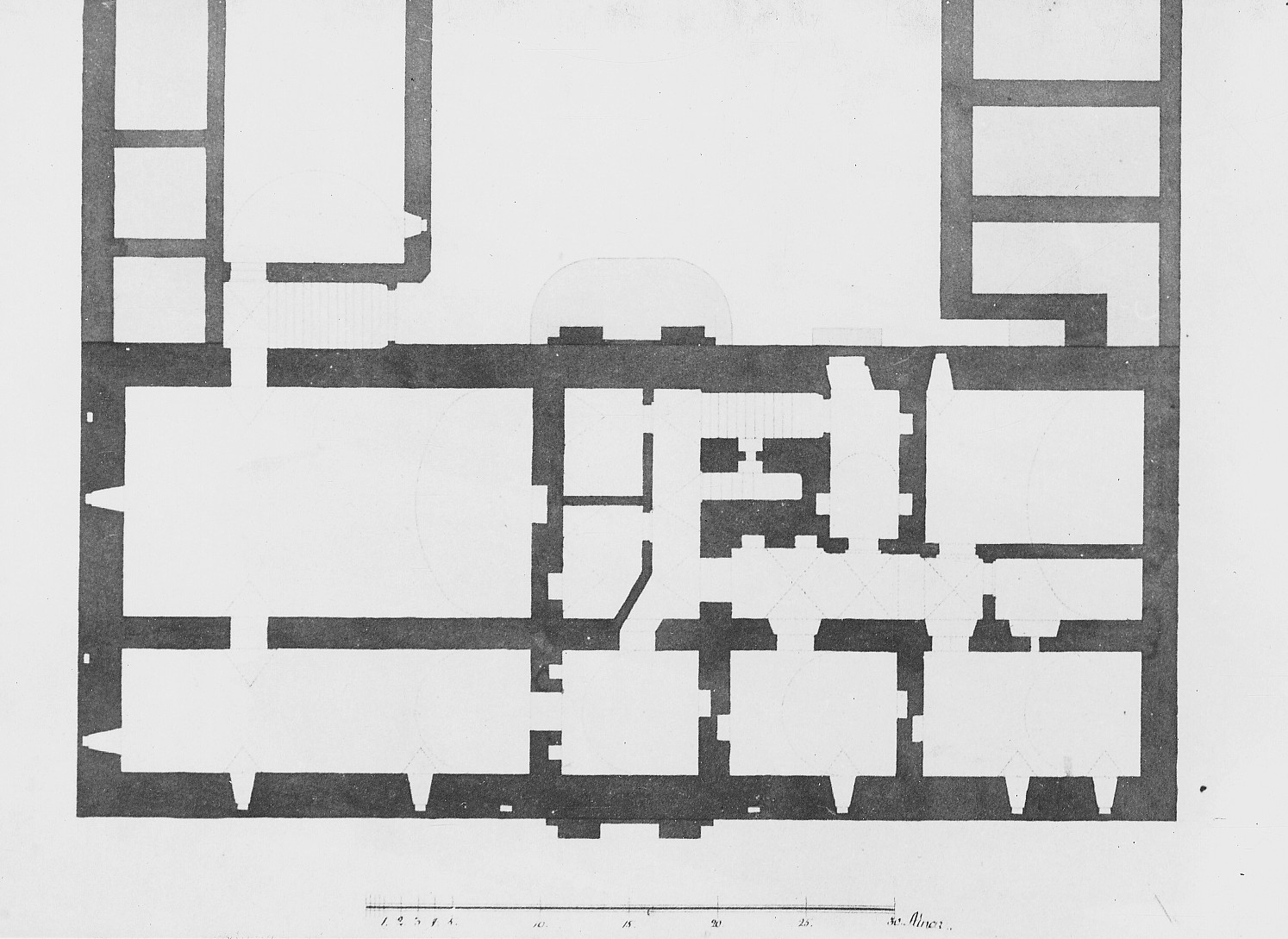
Källarvåning.
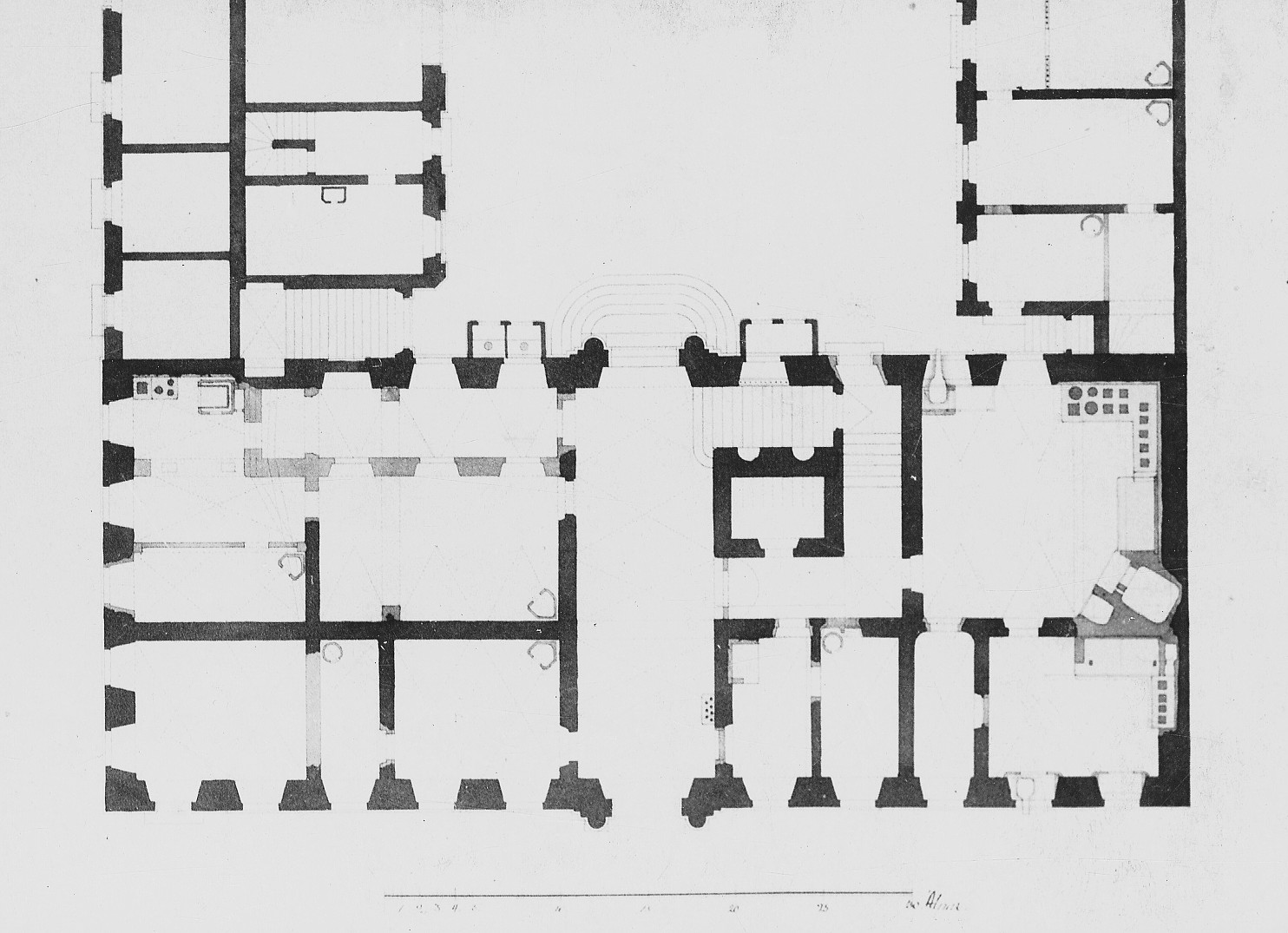
Bottenvåning.
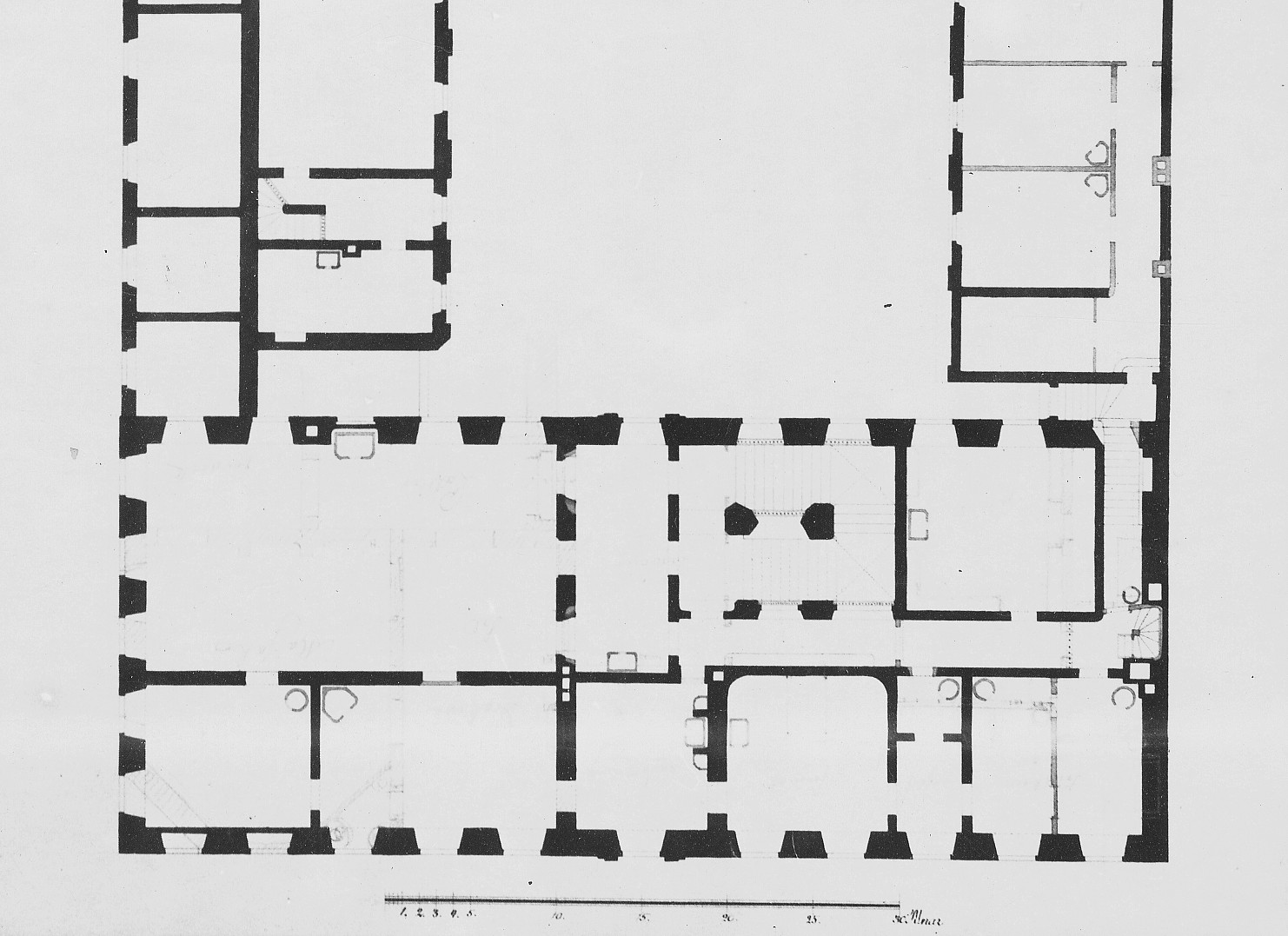
Våning 1 trappa (paradvåningen).
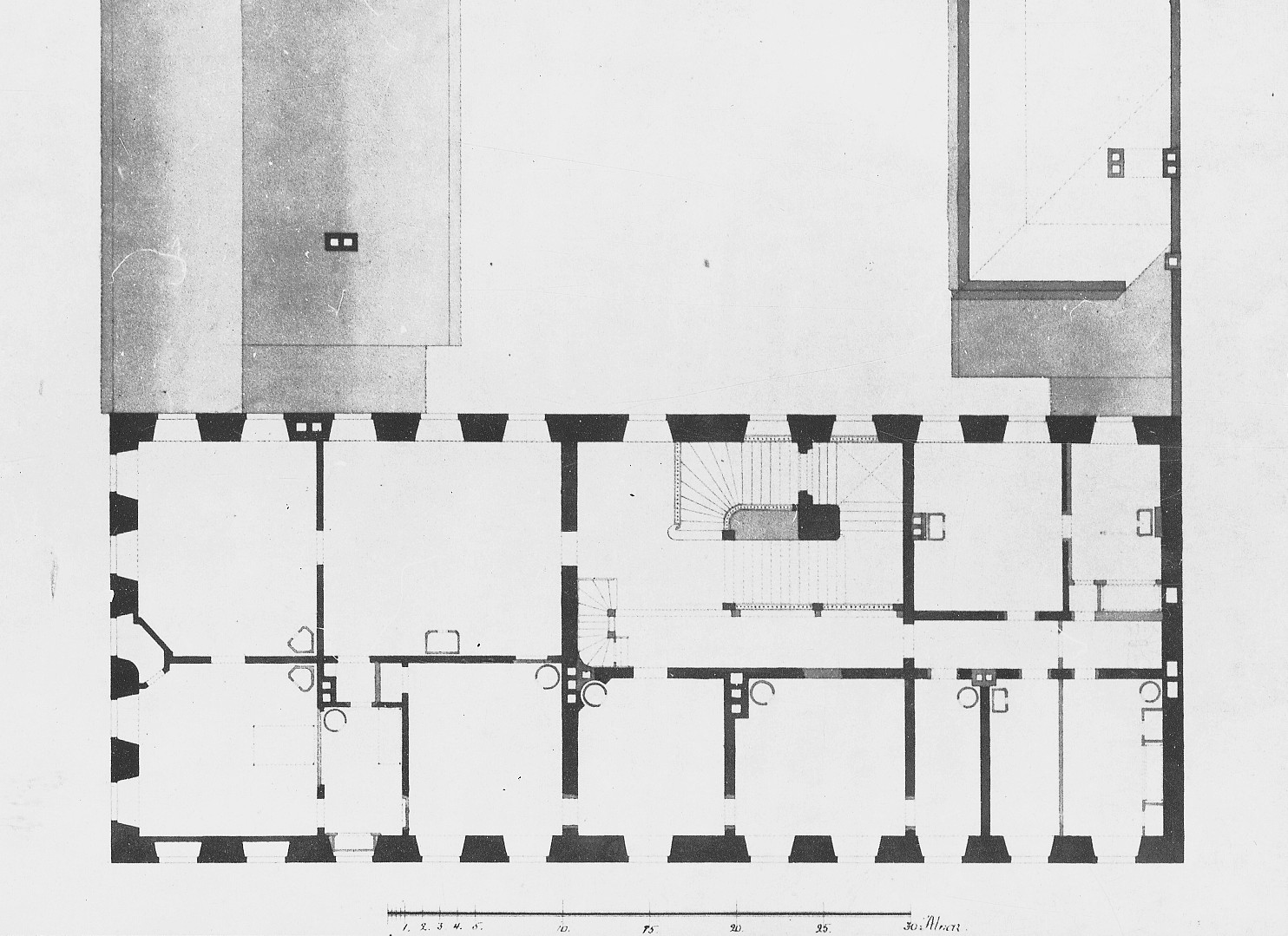
Våning 2 trappor.
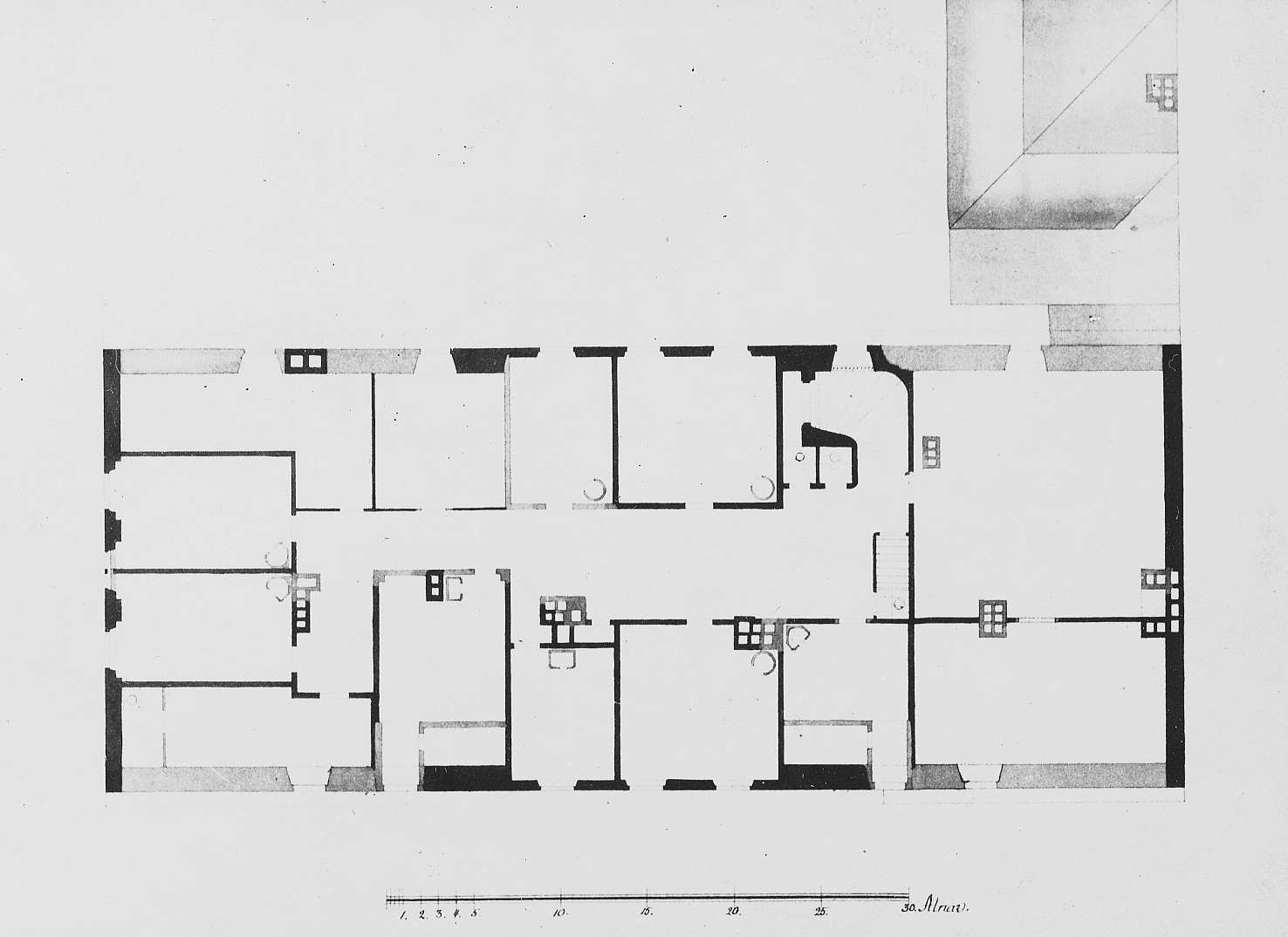
Vindsvåning.

## Palatset efter Torstenson

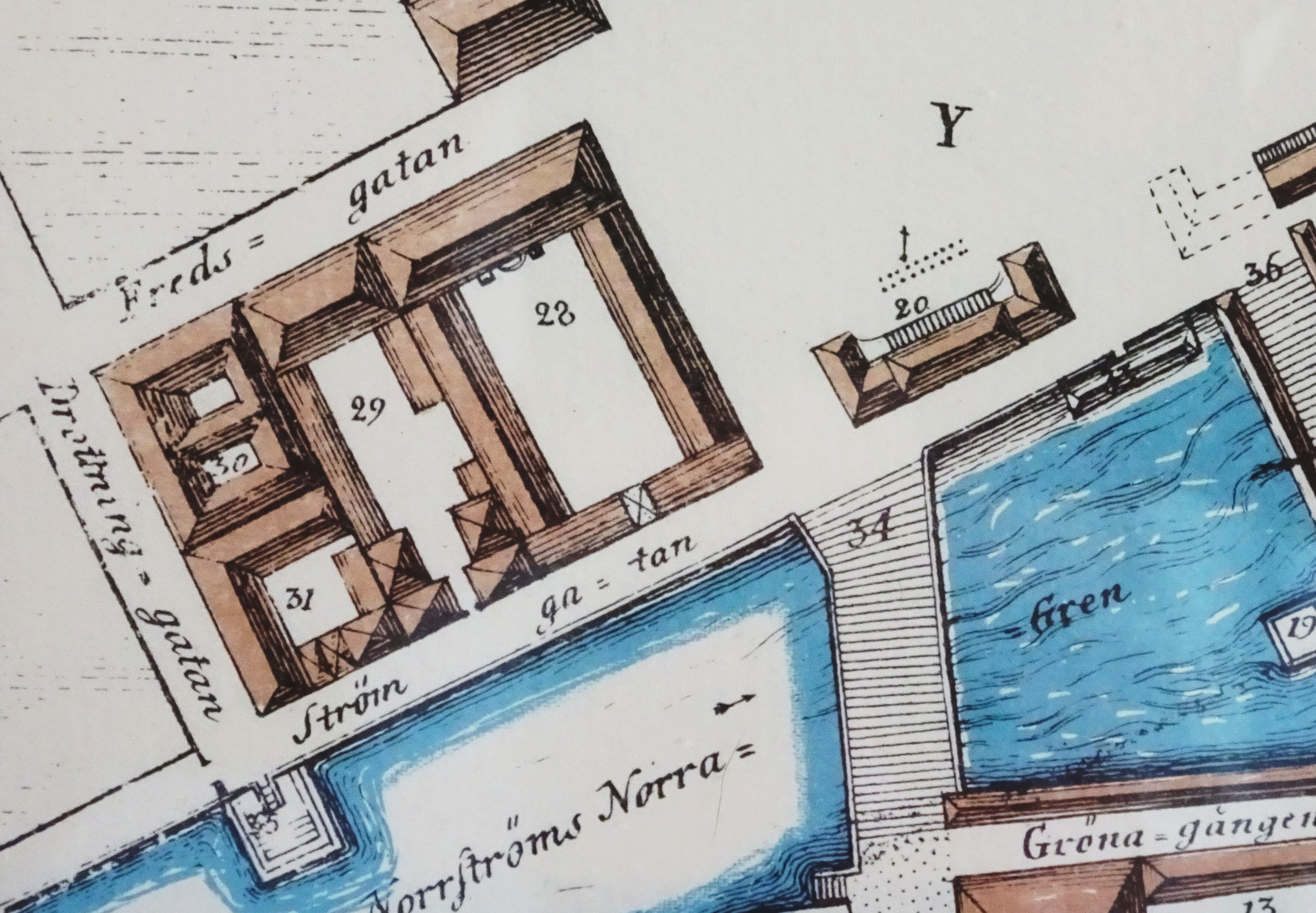
Kvarteret Lejonet enligt Jonas Brolin, 1771 (28: Grilliska huset).

Efter Torstensons död ärvde sonen Anders (1641–1686) egendomen. Han flyttade in 1664 och bodde där i tio år innan han flyttade till Estland som guvernör. Han försökte förgäves att sälja fastigheten i Stockholm för att reparera sin dåliga ekonomi. 1696 drogs palatset in till kronan men återlämnades redan samma år till Torstensons arvingar. Under 1700-talet eldhärjades byggnaden och interiören förstördes delvis. Nödtorftiga reparationsarbeten pågick mellan 1757 och 1760. Därefter hyrdes lokalerna ut till olika näringsidkare, bland dem kaffekokaren Norman som tog en del av paradvåningen en trappa upp och bedrev utskänkning av kaffe och sprithaltiga drycker. 
Under några år var Ture Gabriel Bielke ägare. Han inredde palatset till sin privatbostad som såldes efter hans död 1763 till den mycket förmögne köpmannen Claes Grill. Han var även byggherre för lantstället Svindersvik i Nacka socken. Efter Grill gick fastigheten 1767 till dottern Anna Johanna  som var gift med köpmannen Henrik Wilhelm Peill, även delägare i Grillska handelshuset. På Jonas Brolins karta över kvarteret Lejonet från 1771 syns Grilliska huset (nr 28).

## Palatset blir en del i Arvfurstens palats
År 1783 köptes Torstensons byggnad av prinsessan Sofia Albertina för egna medel av paret Peill.  Erik Palmstedt och Louis Masreliez fick uppdraget att skapa ett nytt, större palats. Den gamla Torstensonska byggnaden blev en flygel i en stor ny anläggning, där huvudfasaden lades mot Gustav Adolfs torg och en andra flygel uppfördes på tomten åt söder mot Norrström. På Gustav III:s begäran utformades det nya palatset som en pendang till det just färdigställda Gustavianska operahuset (rivet 1892), på östra sidan av torget. Vid ombyggnaden förenklades fasaden och frontespisen försvann.
Palatset inlöstes 1902 av svenska staten och inreddes för Utrikesdepartementet som sedan dess har sitt säte i huset. Vid den stora ombyggnaden 1948–1952 integrerades den Torstensonska byggnaden helt med Sofia Albertinas palats. Förutom portalomfattningarna på bottenvåningen kvarstår det bara ett rum från Torstensons tid. Det är den forna vardagsmatsalen en trappa upp som nu är protokollchefens rum.

## Referenser

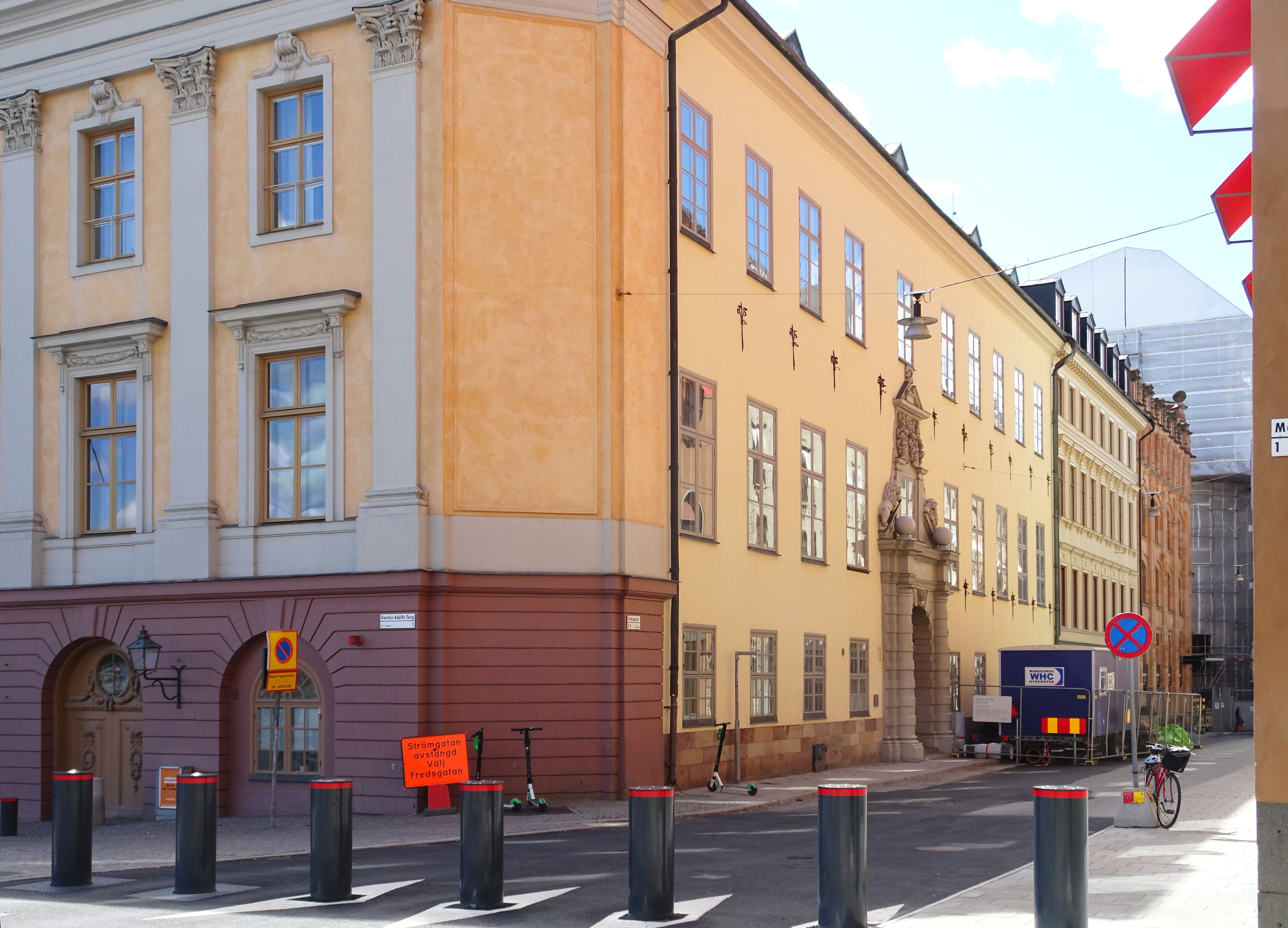
Arvfurstens palatsets nordöstra hörn med före detta Torstensonska palatsets fasad mot Fredsgatan, juli 2020.